# Cut (映画)
『CUT』（カット）は、2011年の日本映画である。イラン出身のアミール・ナデリ監督がメガホンをとり、西島秀俊主演で制作された。

## キャスト
- 西島秀俊
- 常盤貴子
- 笹野高史
- 菅田俊
- でんでん
- 鈴木卓爾

## 発表
2011年、第68回ヴェネツィア国際映画祭オリゾンティ部門で上映されたのち、東京フィルメックスで上映された。

## 評価
柳下毅一郎は「狂気の愛を描いたシュルレアリスム映画」として本作を評価した。